# Dendryphantes secretus
Dendryphantes secretus är en spindelart som beskrevs av Wesolowska 1995. Dendryphantes secretus ingår i släktet Dendryphantes och familjen hoppspindlar. Inga underarter finns listade i Catalogue of Life.